# Istočni sivi klokan
Istočni sivi klokan (Macropus giganteus), veliki tobolčar i vrsta klokana koji nastanjuje otvorena šumska područja južne i istočne Australije te Tasmaniju. Znanstveno ime ove vrste je pomalo zbunjujuće - ukazuje na njegovu veličinu, iako je najveći predstavnik zapravo crveni klokan.

## Izgled
Ovi klokani imaju gusto krzno izrazito sive boje koje postupno prelazi u smeđe nijanse, s bijelim trbuhom, nogama i krajem repa. Klokani koji nastanjuju prostore oko obala uglavnom svjetlije dolazi boje od onih iz unutrašnjosti zemlje. Odlikuje ih mala glava, velike uši, kao i svijetla traka koja se prostire duž njuške između nosnica. Iako manji od crvenog, istočni sivi klokan obično je teži od svog rođaka. Mogu narasti od 85 do 140 centimetara u dužinu, a težina mužjaka iznosi 55-66 kilograma. Kao i ostali klokani, imaju snažne zadnje noge i kratke prednje udove. Posjeduju također mišićav rep koji prelazi dužinu od 100 centimetara.

## Ponašanje
Istočni sivi klokani žive u grupi koju predvodi mužjak i sastoji se od mlađih mužjaka i ženki sa svojim mladima. Noćne su životinje, dok danju ljenčare i spavaju. Kada nanjuše opasnost, počet će lupati o zemlju kako bi informirali ostale iz grupe. Imaju odlično čulo mirisa i vrlo pokretljive uši kojima otkrivaju i najmanje zvukove.
Mogu se kretati veoma brzo, najveća izmjerena brzina iznosila je 64 kilometara na sat kod odrasle ženke.
Nastanjuje pošumljenija područja istočne Australije i Tasmanije.
Ženka je trudna oko 35 dana. Poslije 300 dana provedenih u tobolcu, mladunče počinje izlaziti i samo se kreće. Najčešće ih majka hrani 18 mjeseci nakon čega potpuno napuštaju tobolac.
Sadašnja populacija istočnih sivih klokana broji na desetine milijuna jedinki, a u uspoređivanju s populacijom od prije europskih osvajanja, vjerovalo se da ih je bilo skoro stotinu milijuna.